# Луганский национальный университет
Луганский национальный университет имени Тараса Шевченко (укр. Луганський національний університет імені Тараса Шевченка) — высшее учебное заведение Луганска.
В 2014 году в связи с войной в Донбассе университет был официально эвакуирован в г. Старобельск Луганской области и в Полтаву. Часть студентов и преподавателей перешли на дистанционную форму обучения. На территории подконтрольной самопровозглашённой ЛНР остался Луганский государственный педагогический университет.

## История

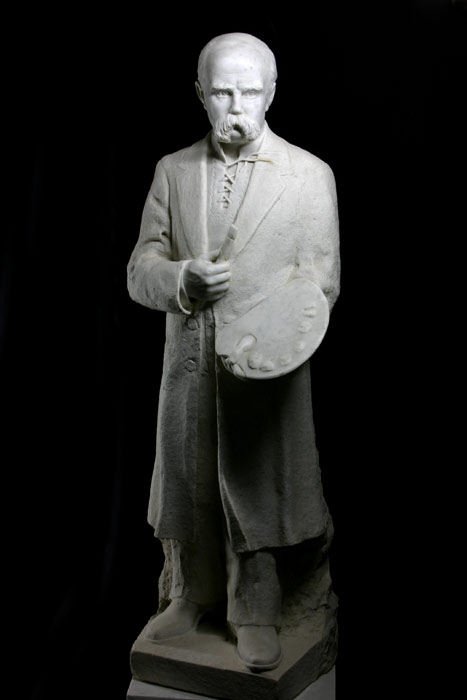
Скульптура Т. Г. Шевченко. Находится в ЛНУ им. Т. Шевченко (скульптор Николай Шматько)

- В начале июня 1920 года Донецким губернским отделом народного образования (Донецгуботнаробраз) принято решение об открытии в Луганске инструкторских курсов по подготовке школьных работников (учителей).[3] 27 июня 1920 года в Луганске состоялось торжественное открытие Донецких губернских инструкторских курсов единой трудовой школы[4].
- 1 марта 1921 года были открыты губернские высшие педагогические курсы в Енакиево, которые вскоре были переведены в Луганск.
- 1923 год — на базе педагогических курсов основано первое в Донбассе высшее учебное заведение Донецкий институт народного образования (ДИНО) в Луганске, который стал располагаться в бывшем доме Васнева (Красная площадь).
- 1926 год — ДИНО выпустил первых своих специалистов — 32 человека. В это время в институте был один факультет социального воспитания (соцвос). Срок обучения на соцвосе составлял 3 года. На последнем курсе происходило разделение на три специализации: биологическая, обществоведческая и физико-математическая. Также в институте был ещё рабочий факультет (рабфак), где осуществлялась подготовка малообразованных учащихся для дальнейшего их обучения в ДИНО. В 1926 году рабфак ДИНО закончило 14 человек. Сначала срок обучения на рабфаке составлял 2 года, но оказалось, что этого времени недостаточно для подготовки учащихся к занятиям в ДИНО и в 1926 году он был увеличен на 1 год. Общее количество студентов составляло 317 человек (180 — соцвос и 137 — рабфак). Стипендия составляла 20 рублей, из которых на питание приходилось тратить 15—16 рублей (позже она была увеличена до 23 рублей).
- 1927 год — состоялся второй выпуск студентов: рабфак окончило 29 человек, соцвос — 34 человека. Общее количество студентов — 332 (рабфак — 164, факсоцвос — 168), преподавателей — 30, из них 4 профессора. 13.11.1927 состоялась торжественная закладка нового здания института, рассчитанного на 600 человек — на том месте, где он сейчас расположен.
- 1928 год — срок обучения на факультете социального воспитания увеличен до 4 лет. Также открыт факультет профессионального образования — для подготовки преподавателей: фабрично-заводских семилеток, фабрично-заводских училищ (фабзавучей), горно-промышленных училищ (горпромучей).
- 1929 год — институт переехал в новое здание. На этом месте он находится до настоящего времени.
- 1934 год — Донецкий институт народного образования реорганизован в Донецкий педагогический институт.
- 1939 год — Ворошиловградскому педагогическому институту присвоено имя Тараса Шевченко.
- 1943 год — 1 марта восстановлен Ворошиловградский педагогический институт и 252 студента возобновили свои занятия.
- 1993 год — Луганский педагогический институт вошел в состав Восточно-украинского государственного университета.
- 1998 год — на базе института создан Луганский государственный педагогический университет имени Т. Шевченко.
- 2002 год — начал свою работу Алуштинский учебно-консультационный центр ЛНПУ.
- 2003 год — Указом президента Украины № 1012/2003 11 сентября Луганскому государственному педагогическому университету имени Тараса Шевченко присвоен статус национального.
- 2004 год — по результатам XI Международного академического рейтинга «Золотая Фортуна» университет награждён орденом IV степени «За трудовые достижения».
- 2004 год — на базе университета открыто пять филиалов институтов Национальной академии наук Украины: Института прикладной математики и механики, Донецкого физико-технического института имени А. Галкина, Института экономики промышленности, Института археологии, Восточный филиал института литературы имени Т. Г. Шевченко
- 2005 год — Луганский национальный педагогический университет имени Тараса Шевченко награждён Серебряной медалью VIII Международной выставки учебных заведений в номинации «Модернизация высшего образования согласно положениям Болонской конвенции».
- 2005—2009 годы ЛНПУ имени Тараса Шевченко неоднократно присвоено звание «Лидер современного образования». Университет отмечен дипломами, а также награждён золотыми медалями на IX Международной выставке учебных заведений, и на Х юбилейной выставкие «Современное образование на Украине — 2007» и «Современное образование на Украине — 2009».
- 2005 год — ЛНПУ имени Тараса Шевченко присвоено звание «Лидер современного образования», а также отмечен дипломом «За высокие творческие достижения в совершенствовании процесса обучения и воспитания молодёжи».
- 2005 год — создан Стахановский факультет ЛНПУ
- 2006 год — Луганский национальный педагогический университет имени Тараса Шевченко награждён Золотой медалью IX Международной выставки учебных заведений в номинации «Внедрение новых форм организации учебно-воспитательного процесса».
- 2006 год — ЛНПУ имени Тараса Шевченко присвоено звание «Лидер современного образования», а также присвоено звание «Лидер в создании современных средств обучения».
- 2006 год — Согласно рейтингу среди высших учебных заведений Украины, который проводился Министерством образования и науки Украины, ЛНПУ признан лучшим вузом Украины.
- 2006 год — в состав ЛНПУ вошли Рубежанский политехнический колледж имени А. Е. Порай-Кошица, Брянковский технолого-экономический техникум, Луганский профессиональный торгово-кулинарный лицей, Центр научно-технической информации.
- 2006—2007 годы — на базе ЛНПУ создан Немецкий культурно-языковой центр Института Гёте, открыт Институт имени Конфуция.
- 2007 год — ЛНПУ отмечен золотой медалью Х юбилейной выставки «Современное образование на Украине — 2007» за «Внедрение достижений педагогической науки в образовательную практику», а также вузу присвоено звание «Лидер современного образования»
- 2007 год — согласно результатам рейтинга высших учебных заведений Украины, ЛНПУ — лучший украинский вуз.
- 2007 год — создан Рубежанский профессиональный электромеханический лицей Луганского национального педагогического университета имени Тараса Шевченко
- В декабре 2007 года при университете открылся центр изучения японского языка и культуры.
- В 2008 году ЛНПУ отмечен золотой медалью одиннадцатой выставки «Современное образование на Украине — 2008» за «Инноватику в высшем образовании».
- 2008 год — Распоряжением Кабинета министров Украины от 28 марта 2008 года № 535-р, приказами Министерства образования и науки Украины от 25 апреля 2008 № 364 и № 365 ЛНПУ реорганизован в Луганский национальный университет имени Тараса Шевченко. Согласно указу президента Украины № 340/2008 от 11 апреля 2008 года за вузом сохраняется статус национального.
- 2010 год — Луганский национальный университет награждён стелой и дипломом Гран-При Международной выставки-презентации «Современные учебные заведения — 2010» в номинации: «Лидер высшего образования Украины».
- 2014 год — в связи с Войной в Донбассе Луганский национальный университет официально переведён в Старобельск. Часть сотрудников и студентов университета перешли на дистанционную форму обучения.

### Исторические названия
- Донецкий институт народного образования (ДИНО)
- Ворошиловградский государственный педагогический институт имени Тараса Шевченко
- Луганский государственный педагогический институт имени Тараса Шевченко
- Луганский государственный педагогический университет имени Тараса Шевченко
- Луганский национальный педагогический университет имени Тараса Шевченко (2003 год[5])
- Луганский национальный университет имени Тараса Шевченко (2008 год[5])
- Луганский университет имени Тараса Шевченко (2015 год[5], на территории самопровозглашённой ЛНР)
- Луганский государственный университет имени Тараса Шевченко (2015 год[5],на территории самопровозглашённой ЛНР)
- Луганский национальный университет имени Тараса Шевченко (2016 год[5],на территории самопровозглашённой ЛНР)
- Луганский государственный педагогический университет (2020 год[5], на территории самопровозглашённой ЛНР)

## Кампуса и корпуса
- 4 учебных корпуса;
- 7 общежитий;
- спортивный корпус;
- Учебные мастерские;
- три библиотеки

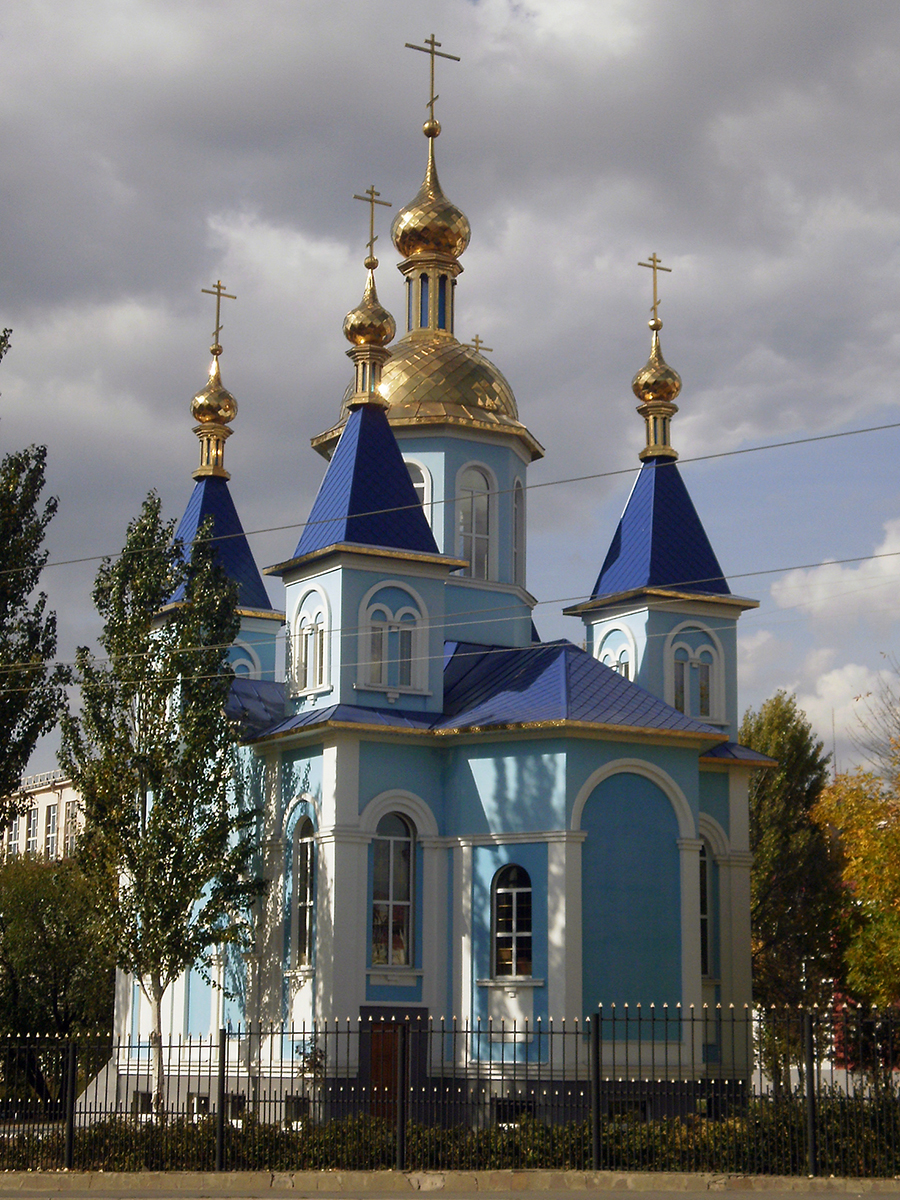
Церковь св. Татьяны, 1999—2010

- парк-музей древнего камнерезного искусства;
- церковь.

## Институты и факультеты
- Учебно-научный институт экономики и бизнеса. Специальности: менеджмент, профессиональное образование (экономика), маркетинг, финансы, банковское дело и страхование, экономика.
- Учебно-научный институт физики, математики и информационных технологий. Специальности: компьютерная инженерия, инженерия программного обеспечения, компьютерные науки и информационные технологии, информационное, библиотечное и архивное дело, среднее образование (математика, информатика), среднее образование (физика, информатика).
- Учебно-научный институт истории, международных отношений и социально-политических наук. Специальности: среднее образование (история); история и археология, международные отношения, общественные коммуникации и региональные студии, социология, социальная работа, политология.
- Учебно-научный институт торговли, обслуживающих технологий и туризма. Специальности: профессиональное образование (транспорт); среднее образование (технологическое образование); профессиональное образование (технология изделий легкой промышленности); профессиональное образование (пищевые технологии); профессиональное образование (бытовое обслуживание); профессиональное образование (технология производства и переработка продуктов сельского хозяйства); предпринимательство, торговля и биржевая деятельность (товароведение и торговое предпринимательство); дизайн (дизайн интерьера); дизайн (графический дизайн); туризм; гостинично-ресторанное дело.
- Учебно-научный институт педагогики и психологии. Специальности: социальная работа (социальная педагогика, практическая психология); дошкольное образование (коррекционное образование (логопедия)); начальное образование; начальное образование (украинский язык и литература); специальное образование (логопедия, олигофренопедагогика); психология.
- Учебно-научный институт культуры и искусств. Специальности: музыкальное искусство; музыкальное искусство (художественная культура); декоративно-прикладное искусство; изобразительное искусство; парикмахерское искусство и декоративная косметика; хореография; культурология; кино-, телеискусство.
- Учебно-научный институт физического воспитания и спорта. Специальности: здоровье человека; физическое воспитание; физическая культура и спорт; физическая терапия.
- Учебно-научный институт публичного управления, администрирования и последипломного образования
- Факультет естественных наук. Специальности: медицина (технологии медицинской диагностики и лечения); естественные науки (биология; науки о Земле, география, региональное развитие; экология); аграрные науки (садово-парковое хозяйство, ландшафтное проектирование); фитодизайн; лесное хозяйство; среднее образование (биология; география; химия); агрономия.
- Факультет украинской филологии и социальных коммуникаций. Специальности: украинский язык и литература; английский язык; русский язык; журналистика; издательское дело и редактирование; реклама и связи с общественностью.
- Факультет иностранных языков. Преподаются языки: английский, арабский, испанский, немецкий, французский, китайский, русский, турецкий и японский, а также литература на этих языках.
- Факультет строительства и архитектуры. Специальности: архитектура, промышленное и гражданское строительство, строительство уникальных зданий и сооружений.
- Колледж Луганского национального университета имени Тараса Шевченко (Старобельск)
- Брянковский колледж (Лисичанск)
- Лисичанский педагогический колледж
- Рубежанский политехнический колледж имени А. Е. Порай-Кошица
- Старобельский гуманитарно-педагогический колледж
- Кадиевский педагогический колледж (Лисичанск)

## Награды и репутация
Луганский национальный университет имени Тараса Шевченко в течение последних семи лет остается среди 25 лучших вузов страны по итогам рейтинга ТОП-200 Украина. В 2014 году ЛНУ занял в этом общенациональном рейтинге 25 позицию, опередив все другие луганские вузы. Согласно рейтингу Webometrics-2015 университет занял 27 место, что практически на 10 позиций выше прошлогодних результатов. В 2014 году агентство «Эксперт РА», включило вуз в рейтинг высших учебных заведений Содружества Независимых Государств, где ему был присвоен рейтинговый класс «Е».
Среди достижений университета победы в рейтингах «Золотая фортуна», признание лучшим спортивным заведением страны (2000—2006 годы), неоднократное получение статуса «Лидер современного образования» и получение золотых медалей Международной выставки учебных заведений «Современное образование в Украине» (2005—2009 гг.), а также Гран-при и золотые медали Международной выставки-презентации «Современные учебные заведения» (2010—2014 гг.). В 2014 году ЛНУ признан лучшим в номинации «Лидер высшего образования Украины».
ЛНУ принял участие в VII Международной выставке «Современные учебные заведения — 2016» — профессиональном мероприятии в области образования, на котором были представлены образовательные и научные достижения 750 участников из 25 регионов Украины, Польши, Канады, Латвии, Словении, Франции, США, Австрии , Германии, Чехии, Литвы, Белоруссии, Молдовы, Эстонии.
К участию в конкурсе от университета были представлены два проекта:
- "Социально-педагогическая работа с семьями, с детьми, находящимися в сложных жизненных обстоятельствах в результате военного конфликта на Востоке Украины (на примере Луганского областного отделения Международной благотворительной организации «Благотворительный фонд „СОС Детский городок“»)" (разработчики Е. Л. Караман, доктор педагогических наук, профессор, директор Института педагогики и психологии, С. В. Тунтуева, кандидат педагогических наук, доцент кафедры социальной педагогики);
- «Использование комплекса современных средств ИКТ, программ и решений для повышения качества образования» (разработчики преподаватели ОП «Лисичанский педагогический колледж ЛНУ имени Тараса Шевченко» под руководством Г. М. Миненко, кандидата педагогических наук, доцента, директора колледжа).

За оба проекта университет получил золотые медали в тематических номинациях «Психосоциальная поддержка детей и молодежи, находящихся в сложных жизненных ситуациях» и «Использование комплекса современных средств ИКТ, программ и решений для повышения качества образования».
Кроме того, научно-педагогический коллектив Луганского национального университета имени Тараса Шевченко был награжден почетным дипломом «За мужество и самоотверженность в сохранении творческих достижений отечественного образования в условиях военной агрессии» и сертификатом качества научных публикаций (по результатам независимой экспертизы министерства образования и науки Украины).
ЛНУ — первое учебное заведение в регионе, которое является действительным членом Международной и Европейской ассоциаций университетов. Кроме того, ЛНУ первым на Украине дважды успешно прошел процедуру оценивания экспертами из ведущих европейских вузов по Программе институционального оценивания Европейской ассоциации университетов, что обусловило его динамичное развитие согласно лучшим европейским стандартам.

## Парк-музей каменных скульптур

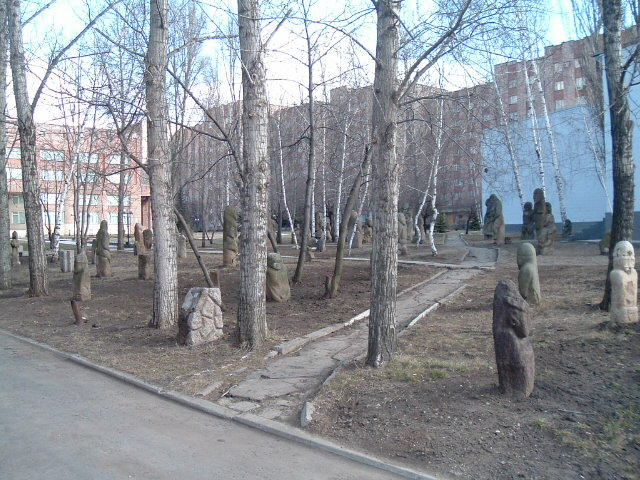
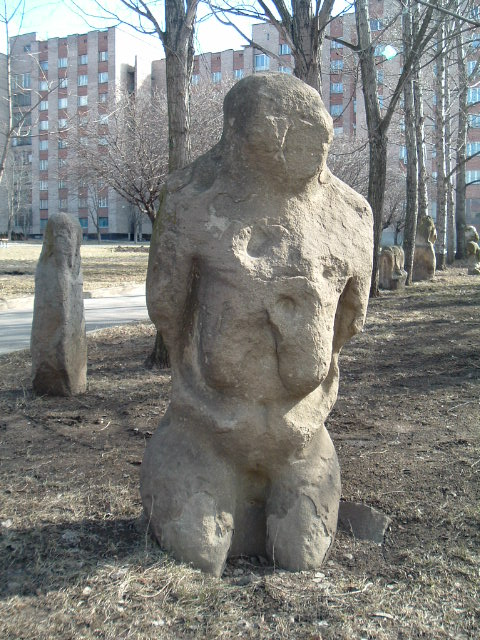
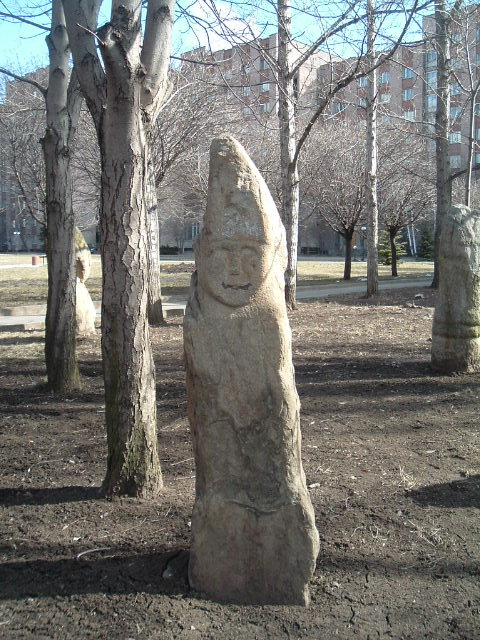
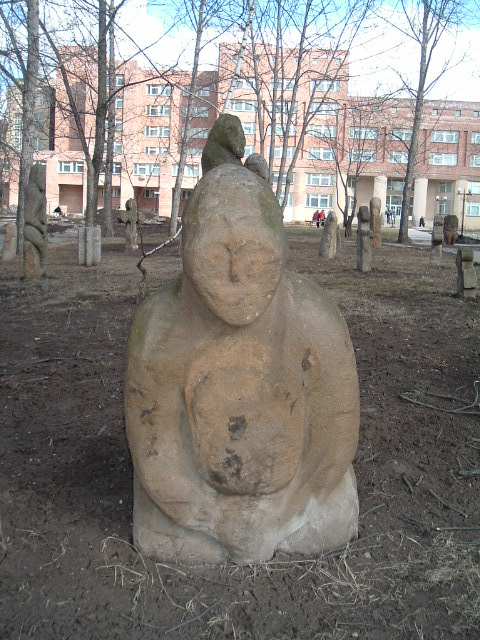

## Команды КВН
- «Ворошиловские стрелки»
- «Мужской сезон»
- «Вокруг света»